# コルガス市
コルガス市、または霍爾果斯市（コルガスし、中文表記: 霍尔果斯市）は、中華人民共和国新疆ウイグル自治区イリ・カザフ自治州に位置する県級市。日本では「ホルゴス」とも表記される。
国家一級陸路口岸であるコルガス口岸が市内にある。西はカザフスタンとの国境があり、国境を越えるとカザフ語では同名のホルゴス村がある。
コルガス口岸を前身として2014年6月26日に設けられた。中国とヨーロッパを結ぶ貨物鉄道がコンテナを積み替える（軌間が異なるため）ホルゴス・インターゲート経済特区があり、一帯一路構想の陸路の要所となっている。

## 行政区画
4街道、1民族郷を管轄：
- 街道弁事処：カラス（卡拉蘇）街道、亜欧東路街道、亜欧西路街道、工業園区街道
- 民族郷：イチェ・ガシャン・シベ・グサ（伊車嘎善錫伯族郷）
- 六十一団、六十二団
- ムクル牧場（莫乎爾牧場）、コルガス口岸

## 経済
2011年、自由貿易特区が本格稼働した。一帯一路構想の陸路の要所であり、中国の租税回避地となっている。

## 交通
鉄道
精伊霍線の終端駅、コルガス駅がある。カザフスタン国境で軌間が変わり、カザフスタン鉄道の路線（トルキスタン・シベリア鉄道のアルティンコリ支線）と接続している。
道路
G312国道の終点である。また連霍高速道路の終点でもある。ちなみに連霍高速道路のコルガスと西安の間はアジアハイウェイ5号線にも編入されている。

## 観光名所
- トゥグルク・ティムール廟
- コルガス国際国境協力センター（自由貿易特区）[2]